# Pin (Haute-Saône)
Pin é uma comuna francesa na região administrativa de Borgonha-Franco-Condado, no departamento de Alto Sona. Estende-se por uma área de 14,04 km². Em 2010 a comuna tinha 703 habitantes (densidade: 50,1 hab./km²).